# Mayerling (film 1968)
Mayerling è un film del 1968 e diretto da Terence Young.
Film drammatico-storico con protagonisti Omar Sharif, Catherine Deneuve, James Mason e Ava Gardner.

## Trama
Il principe ereditario Rodolfo d'Austria, si scontra con il padre, l'imperatore Francesco Giuseppe riguardo all'attuazione di politiche progressiste per il loro paese. Rodolfo presto si sente un uomo nato nel momento sbagliato in un paese che non si rende conto della necessità di una riforma sociale.
Rodolfo trova rifugio da un matrimonio senza amore con la Principessa Stefania del Belgio prendendo come amante la baronessa Maria Vetsera. Ma, in seguito alla futura separazione imposta dall'imperatore Francesco Giuseppe, i due amanti muoiono in un duplice suicidio-omicidio a Mayerling, nel padiglione di caccia della famiglia imperiale. Celebre la frase lasciata scritta su un foglio da Maria Vetsera per Rodolfo la sera prima del loro duplice omicidio-suicidio: "E' bello poter dire a qualcuno ti amerò sempre.... e sapere che è vero!"

## Produzione
Il film è stato realizzato da Les Films Corona e Associated British Picture Corporation e distribuito dalla MGM.
La trama si basa sui romanzi Mayerling di Claude Anet e L'Archiduc di Michel Arnold, e sul film Mayerling del 1936 diretto da Anatole Litvak, tutte opere, queste, che affrontano le vicende reali dei Fatti di Mayerling.

## Accoglienza
Sebbene non completamente accurato storicamente, il film è stato ben accolto, in parte a causa del suo set ed i costumi sontuosi. Stupenda la colonna sonora di Francis Lai.

## Riconoscimenti
- Premio Oscar
  - Oscar ai migliori costumi